# Kobi Arad
Kobi Arad是以色列 - 美國鋼琴家和當代音樂作曲家。目前定居在紐約市，他作曲，編曲和表現混合流派的音樂，包括第三流派音樂，古典音樂，爵士，R＆B ，嘻哈和電子音樂，他多作即興表演。他的音樂曾被Ynet  和All About Jazz報導，其中後者稱他在2011年發布的專輯Sketches of Imaginary Landscapes 為「一位擁有多元化音樂才能和明確目標的音樂家。」 Arad與多位藝術家合作，例如有Stevie Wonder和Cindy Blackman 。 他曾與Kobi Arad Band在紐約Blue Note 演出由他編寫的作品，並收錄和出版音樂，如Hal Leonard 。

## 音樂事業

### 早期出版的作品和音樂項目
Arad在2007年開始活躍於紐約音樂界。在2009年，他在紐約當地的文化活動中表演，並定在在紐約Chabad House進行音樂表演.。 鼓手Bob Moses在他於2009年的專輯Sparks of Understanding 出現。在2010年，Arad發行了Ancient Novice專輯，在Jazz Times獲得積極肯定的評論。Jazz Times評論「這專輯融合不同的色彩和風景，有令人振奮的感覺。」伴隨Arad錄音的是五位波士頓交響樂團的弦樂手。
他在2011年發行了Sketches of Imaginary Landscapes專輯，在All About Jazz獲得高度評價。 他們認為該專輯「表現出一種充滿色彩和全能的個性，由他卓越的音樂技術和明確的視野傳遞出豐富的想象力。」 Arad加入了Ray McNaught在鼓上的錄音和Tucker Yaro在低音吉他上的錄音。在2012年初，Arad首次發表他的音樂作品項目Inner Hymns，該項目收集和修改了古代的Hasidic歌曲。除了其他客席音樂家，所收錄的音樂更包括優秀音樂家Oran Etkin 。 在2012年1月，Arad在紐約的Blue Note演出Inner Hymns三重奏。 低音吉他手Ramon De-bruyn和鼓手Ray McNaught與他一起同場演出他的同場第3次表演。 2012年1月，在以色列出版的Ynet報導了Arad和Inner Hymns 。